# Науклея
Науклея (лат. Nauclea) — род вечнозелёных тропических кустарников и деревьев семейства Мареновые (Rubiaceae), распространённых в тропических и субтропических районах Африки, Азии и Америки.
Растения с гладкими кожистыми листьями. 
Некоторые виды традиционно находят применение в медицинских и хозяйственных целях у местного населения. Отдельные виды являются источником ценной древесины.
Род включает около десяти видов:
- Nauclea diderrichii (De Wild.) Merr. — Науклея Дидерриха
- Nauclea gilletii (De Wild.) Merr.
- Nauclea officinalis (Pierre ex Pit.) Merr. & Chun
- Nauclea orientalis (L.) L. typus[1] — Науклея восточная
- Nauclea parva (Havil.) Merr.
- Nauclea pobeguinii (Pobég. ex Pellegr.) Merr. ex E.M.A.Petit
- Nauclea robinsonii Merr.
- Nauclea subdita (Korth.) Steud.
- Nauclea tenuiflora (Havil.) Merr.
- Nauclea vanderguchtii (De Wild.) E.M.A.Petit
- Nauclea xanthoxylon (A.Chev.) Aubrév.